# Drefféac
Drefféac est une commune de l'Ouest de la France, située dans le département de la Loire-Atlantique, en région Pays de la Loire. Sur le plan historique et culturel, elle fait partie de la Bretagne, ancien territoire uni au royaume de France en 1532 et démembré lors de la Révolution française.

## Géographie

Situation de la commune de Drefféac dans le département de la Loire-Atlantique.

Drefféac est située à 22 km au sud de Redon et 4 km au nord de Pontchâteau.
|             | Saint-Gildas-des-Bois | Guenrouet              |
| Pontchâteau | Drefféac              |                        |
|             |                       | Sainte-Anne-sur-Brivet |

## Géologie
La roche dominante est le stéaschiste recouvert d'argile. A l'est du bourg, calcaire psammitique jaunâtre, prolongement du vaste bassin de Saint-Gildas.

## Hydrographie
- Le Brivet est le principal cours d'eau qui traverse la commune de Drefféac.
- Ruisseau du Mareau

## Lieux-dits, écarts
- Le Plessis-Casso - La Perche - Beaubois -

### Climat
Pour des articles plus généraux, voir Climat des Pays de la Loire et Climat de la Loire-Atlantique.
En 2010, le climat de la commune est de type climat océanique franc, selon une étude du CNRS s'appuyant sur une série de données couvrant la période 1971-2000. En 2020, Météo-France publie une typologie des climats de la France métropolitaine dans laquelle la commune est exposée à un climat océanique et est dans la région climatique  Bretagne orientale et méridionale, Pays nantais, Vendée, caractérisée par une faible pluviométrie en été et une bonne insolation. 
Pour la période 1971-2000, la température annuelle moyenne est de 12,1 °C, avec une amplitude thermique annuelle de 12,8 °C. Le cumul annuel moyen de précipitations est de 776 mm, avec 11,9 jours de précipitations en janvier et 5,7 jours en juillet. Pour la période 1991-2020, la température moyenne annuelle observée sur la station météorologique de Météo-France la plus proche, « Saint-Nazaire-Montoir », sur la commune de Montoir-de-Bretagne à 18 km à vol d'oiseau, est de 12,6 °C et le cumul annuel moyen de précipitations est de 792,0 mm,. Pour l'avenir, les paramètres climatiques de la commune estimés pour 2050 selon différents scénarios d'émission de gaz à effet de serre sont consultables sur un site dédié publié par Météo-France en novembre 2022.

## Urbanisme

### Typologie
Au 1er janvier 2024, Drefféac est catégorisée commune rurale à habitat dispersé, selon la nouvelle grille communale de densité à sept niveaux définie par l'Insee en 2022.
Elle est située hors unité urbaine. Par ailleurs la commune fait partie de l'aire d'attraction de Saint-Nazaire, dont elle est une commune de la couronne,. Cette aire, qui regroupe 24 communes, est catégorisée dans les aires de 200 000 à moins de 700 000 habitants,.

### Occupation des sols
L'occupation des sols de la commune, telle qu'elle ressort de la base de données européenne d’occupation biophysique des sols Corine Land Cover (CLC), est marquée par l'importance des territoires agricoles (83,6 % en 2018), en diminution par rapport à 1990 (88,1 %). La répartition détaillée en 2018 est la suivante : 
terres arables (33,5 %), zones agricoles hétérogènes (28 %), prairies (22,2 %), zones urbanisées (10,6 %), forêts (5,8 %). L'évolution de l’occupation des sols de la commune et de ses infrastructures peut être observée sur les différentes représentations cartographiques du territoire : la carte de Cassini (XVIIIe siècle), la carte d'état-major (1820-1866) et les cartes ou photos aériennes de l'IGN pour la période actuelle (1950 à aujourd'hui).

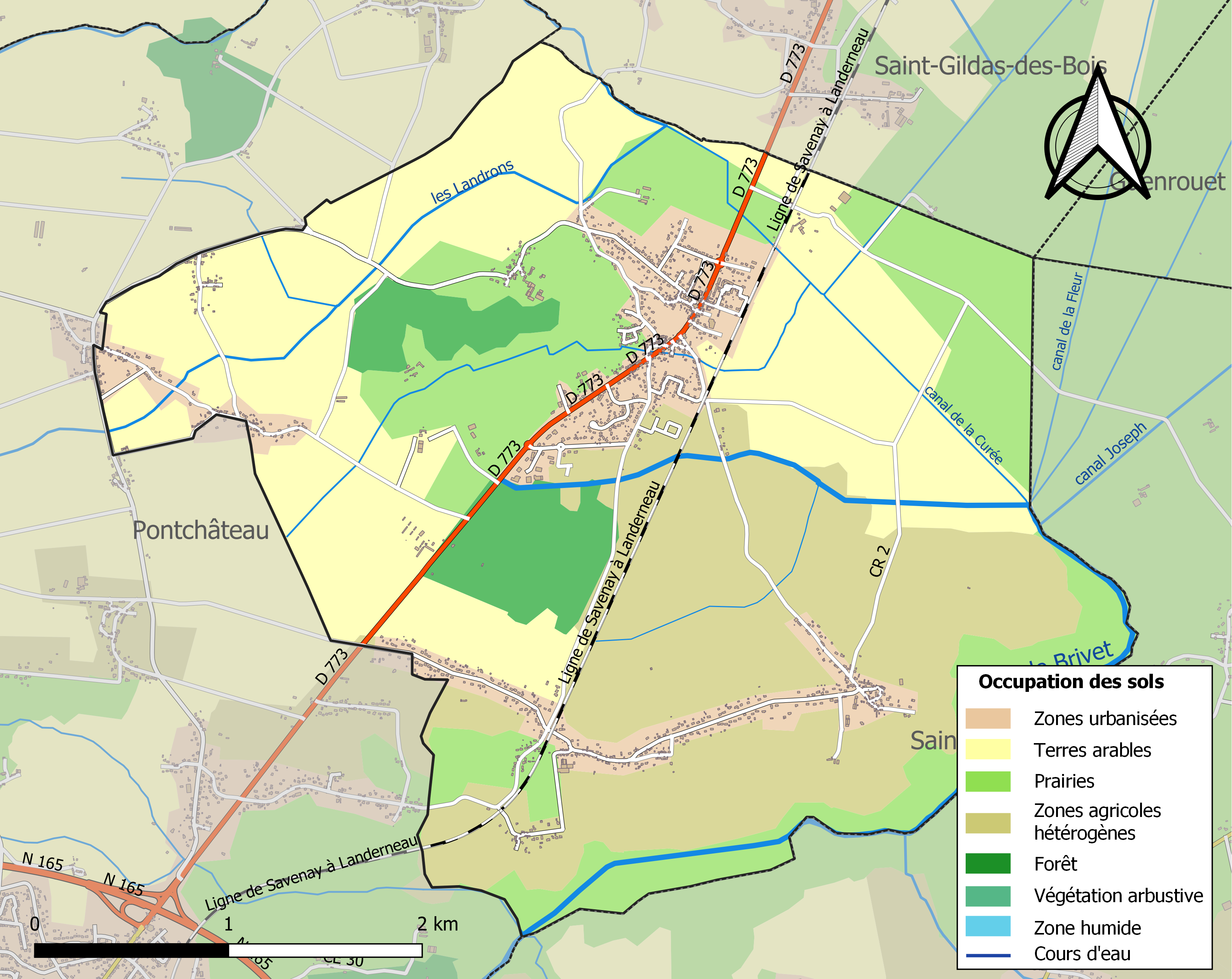
Carte des infrastructures et de l'occupation des sols de la commune en 2018 (CLC).

## Toponymie
Le nom de la localité est attesté sous la forme Desfreac en 1331
.
Drefféac vient, semble-t-il, du breton dref (chêne) et du suffixe latin acum (propriété).
Dréfféac possède un nom en gallo, la langue d'oïl locale, écrit Derfé ou Derfè selon l'écriture ABCD ou D·rfé ou D·rfè selon l'écriture MOGA, deux graphies qui correspondent aux deux prononciations relevées : [dr̩fe] ou [dr̩fɛ]. 
Son nom actuel en breton est Devrieg.

## Histoire
Au Moyen Âge, la paroisse est membre de la baronnie de la Roche-Bernard. Drefféac est sous la coupe des moines de l'abbaye de Saint-Gildas-des-Bois qui sont chargés de son administration spirituelle jusqu'en 1614. En 1713, un incendie détruit l'église et toutes les maisons du bourg. La cure est en la présentation des moines de l'abbaye Saint-Gildas-des-Bois. Il y a deux maisons nobles : Casso ou Le Plessis-Casso et celle de Beaubois, avec une haute justice qui appartient au comte de Kouan.
Jusqu'à la fin du XVIIIe siècle, le territoire drefféen est en partie recouvert par la forêt de la Perche et des marais tourbeux qui seront ensuite asséchés au début des années 1770 pour le mettre en état d'être cultivé. Pendant la Révolution, le village se révèle plutôt républicain, à la différence de la grande majorité des habitants du canton. C'est peut-être pour cela que le surnom des habitants de Dréfféac en gallo est "pataod", "les pataod de D·rfé". Selon le Petit-Matao, "Pataod" signifie Bleu (soldat), républicain, révolutionnaire.
Le curé de Drefféac, Nicolas Pichon, renonce à son sacerdoce en 1794 et devient curé constitutionnel. Il deviendra par la suite maire de Drefféac.

## Politique et administration

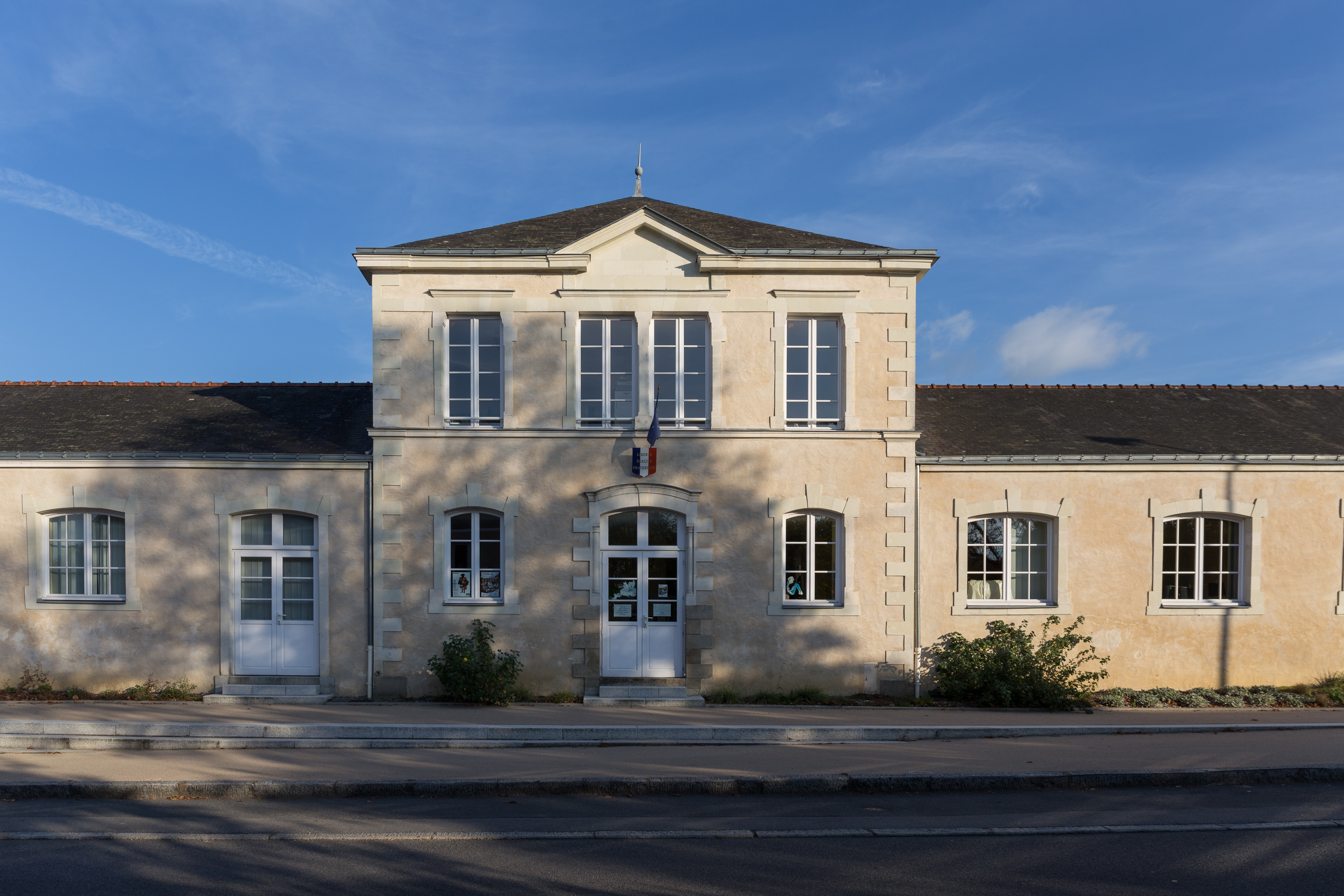
L'école de « L'arbre enchanté ».

### Administration municipale
Le nombre d'habitants au dernier recensement étant compris entre 1 500 et 2 499, le nombre de membres du conseil municipal est de 19.

## Population et société

### Démographie
Selon le classement établi par l'Insee, Drefféac fait partie de l'aire urbaine et de la zone d'emploi de Saint-Nazaire et du bassin de vie de Saint-Gildas-des-Bois. Elle n'est intégrée dans aucune unité urbaine. Toujours selon l'Insee, en 2010, la répartition de la population sur le territoire de la commune était considérée comme « peu dense » : 98 % des habitants résidaient dans des zones « peu denses » et 2 % dans des zones « très peu denses ».

#### Évolution démographique
L'évolution du nombre d'habitants est connue à travers les recensements de la population effectués dans la commune depuis 1793. Pour les communes de moins de 10 000 habitants, une enquête de recensement portant sur toute la population est réalisée tous les cinq ans, les populations de référence des années intermédiaires étant quant à elles estimées par interpolation ou extrapolation. Pour la commune, le premier recensement exhaustif entrant dans le cadre du nouveau dispositif a été réalisé en 2007.

En 2022, la commune comptait 2 288 habitants, en évolution de +4,57 % par rapport à 2016 (Loire-Atlantique : +6,68 %, France hors Mayotte : +2,11 %).
| 1793 | 1800 | 1806 | 1821 | 1831 | 1836 | 1841 | 1846 | 1851 |
| ---- | ---- | ---- | ---- | ---- | ---- | ---- | ---- | ---- |
| 513  | 359  | 525  | 520  | 617  | 685  | 602  | 650  | 672  |

| 1856 | 1861 | 1866 | 1872 | 1876 | 1881 | 1886 | 1891 | 1896 |
| ---- | ---- | ---- | ---- | ---- | ---- | ---- | ---- | ---- |
| 688  | 793  | 803  | 808  | 852  | 896  | 944  | 928  | 931  |

| 1901 | 1906 | 1911 | 1921 | 1926 | 1931 | 1936 | 1946 | 1954 |
| ---- | ---- | ---- | ---- | ---- | ---- | ---- | ---- | ---- |
| 933  | 977  | 950  | 804  | 820  | 784  | 802  | 830  | 861  |

| 1962 | 1968 | 1975 | 1982  | 1990  | 1999  | 2006  | 2007  | 2012  |
| ---- | ---- | ---- | ----- | ----- | ----- | ----- | ----- | ----- |
| 867  | 859  | 803  | 1 145 | 1 296 | 1 322 | 1 503 | 1 529 | 2 031 |

| 2017  | 2022  | - | - | - | - | - | - | - |
| ----- | ----- | - | - | - | - | - | - | - |
| 2 228 | 2 288 | - | - | - | - | - | - | - |

#### Pyramide des âges
La population de la commune est relativement jeune.
En 2018, le taux de personnes d'un âge inférieur à 30 ans s'élève à 40,0 %, soit au-dessus de la moyenne départementale (37,3 %). À l'inverse, le taux de personnes d'âge supérieur à 60 ans est de 17,8 % la même année, alors qu'il est de 23,8 % au niveau départemental.
En 2018, la commune comptait 1 112 hommes pour 1 131 femmes, soit un taux de 50,42 % de femmes, légèrement inférieur au taux départemental (51,42 %).
Les pyramides des âges de la commune et du département s'établissent comme suit.
| Hommes | Classe d’âge | Femmes |
| ------ | ------------ | ------ |
| 0,1    | 90 ou +      | 0,8    |
| 3,5    | 75-89 ans    | 4,9    |
| 13,0   | 60-74 ans    | 13,4   |
| 17,2   | 45-59 ans    | 16,9   |
| 25,5   | 30-44 ans    | 24,8   |
| 15,0   | 15-29 ans    | 13,5   |
| 25,7   | 0-14 ans     | 25,8   |

| Hommes | Classe d’âge | Femmes |
| ------ | ------------ | ------ |
| 0,6    | 90 ou +      | 1,8    |
| 6      | 75-89 ans    | 8,6    |
| 15,1   | 60-74 ans    | 16,4   |
| 19,4   | 45-59 ans    | 18,8   |
| 20,1   | 30-44 ans    | 19,3   |
| 19,2   | 15-29 ans    | 17,4   |
| 19,5   | 0-14 ans     | 17,6   |

## Patrimoine et culture locale

### Lieux et monuments
- Église Saint-Malo : simple chapelle à l'origine, édifiée par les moines de Saint-Gildas-des-Bois, elle brûle en 1713 avec une partie du bourg. Une note dans l’état civil écrite par le curé de la paroisse à ce sujet : « memorare acteram » (« souvenez-vous pour toujours »). Le cimetière entoure l’église jusqu’en 1720. Le chœur d’origine est gothique du XVe siècle. En 1851, l’édifice est agrandi puis est largement restauré en 1965 avecune nouvelle nef, des murs en partie rebâtis et la verrière dégagée et restaurée. Le niveau inférieur de l’église est creusé et abaissé. Sa voûte est en bois vernis. Les vitraux actuels proviennent des ateliers des moines d’Encalcas[Quoi ?]. Les chapelles latérales abritent deux retables classés à l’inventaire des monuments historiques en 1982. Le retable nord (XVIIIe siècle) est orné de la statue de saint Jacques le mineur et de saint Jean l’évangéliste. Le retable sud (fin XVIIIe siècle) de style breton abrite une statue de saint Malo, le patron de la paroisse, ainsi que celles de saint Pierre et saint Paul.
- Une réplique de la grotte de Massabielle de Lourdes.

### Langues
Le breton a été parlé dans le village des alentours du VIIe jusqu'au XIIe siècle. Il y a 39,10 % de toponymes bretons dans la commune. Le gallo aurait ainsi succédé au breton dans la commune aux alentours du XIIe au XVe siècle, la population y était probablement en partie bilingue.

### Biodiversité
Drefféac abrite un espace Natura 2000. Les Landes du Bilais, situées sur une ancienne carrière, y abritent des espèces protégées.

### Héraldique
| Blason | Blasonnement : De gueules à neuf quartefeuilles d'or posées 3, 3 et 3. Commentaires : Brevet d'Hozier. |